# Oscar Wilde (schip, 1987)
Oscar Wilde is een cruiseferry varend onder Bahamaanse vlag voor de rederij Irish Ferries. Het schip heeft een capaciteit van 1458 passagiers, 580 auto’s en 62 vrachtwagens.

## Beschrijving
De Oscar Wilde is een RoPax met een lengte van 166,3m en een breedte van 28,4m. Dit betekent dat het zowel een roroschip als een passagiersschip is. Via de laadklep of ramp aan de achterzijde, kunnen rollende transportmiddelen aan boord rijden.
Het schip heeft twee boegschroeven en 4 motoren met een totaal vermogen van 19800 kW. De dienstsnelheid is 23 knopen.
Er zijn elf dekken, waarvan er zes toegankelijk zijn voor passagiers. Deze kunnen gedurende de reis gebruik maken van onder andere een cinema, verschillende winkels, een haar en beauty salon en meerdere bars, lounges en eetgelegenheden.

## Geschiedenis
In 1987 werd de MS Kronprins Harald gebouwd door Wärtsilä Marine op de Perno Shipyard, in opdracht van Jahre Line. Drie jaar later fuseerde deze met Norway Line om de Scandinavische rederij Color Line te vormen. Haar traject tussen Oslo en Kiel werd behouden.
20 jaar later, in januari 2007, werd het schip verkocht aan Irish Ferries. Ze bleef echter nog varen onder een charter-overeenkomst met Color Line tot september van datzelfde jaar.
Op 4 september, bij aankomst op de Fredericia Skibsværft A/S in Denemarken, werd er onder andere een tweede boegschroef toegevoegd voor meer manoeuvreerbaarheid in havens.
Ook werd ze omgedoopt tot de MS Oscar Wilde, naar de Ierse dichter en toneelschrijver.
Opmerkelijk is de kleur van de romp en schoorsteen: deze heeft niet de kenmerkende wit-groene kleur van Irish Ferries maar draagt nog steeds de blauwe kleur van Color Line.
Vanaf 30 november 2007 werd de Oscar Wilde de vervanger van het schip, de Normandy, die verkocht werd.
Haar route is tot op vandaag nog steeds deze tussen Rosslare te Ierland en Cherbourg of Roscoff te Frankrijk.

## Brand
Op 2 februari 2010 brak er een vloeistof-brand uit (klasse B) in de hulp-machinekamer, nauwelijks een uur na vertrek uit het droogdok in Falmouth.
Er was op dat moment 113 man personeel aan boord en het schip was onderweg naar Roscoff. De zichtbaarheid was verminderd, de zee gematigd en er stond 4-5Bf wind.
De brand is ontstaan door een foutief rubberen membraan op een drukventiel, waardoor dit olie doorliet. Deze kwam terecht op de warme oppervlakken van een van de hulp-motoren. Onmiddellijk verschenen er vlammen die zich snel verspreidden.
Mits de vaste blusinstallaties niet naar behoren werkten, werd de brand benaderd door speciale brandteams met brandblusschuim en water. Uiteindelijk is er een MIRG-team (Maritime Incidence Response Group) ter plaatse gekomen, samen met de sleepboot Anglian Princess. Het schip is teruggesleept naar Falmouth waar het na een maand opnieuw in dienst trad.